# Heresingel 8 (Groningen)
Het pand Heresingel 8 in de stad Groningen is een herenhuis in ecletische stijl, dat is aangewezen als gemeentelijk monument.

## Beschrijving

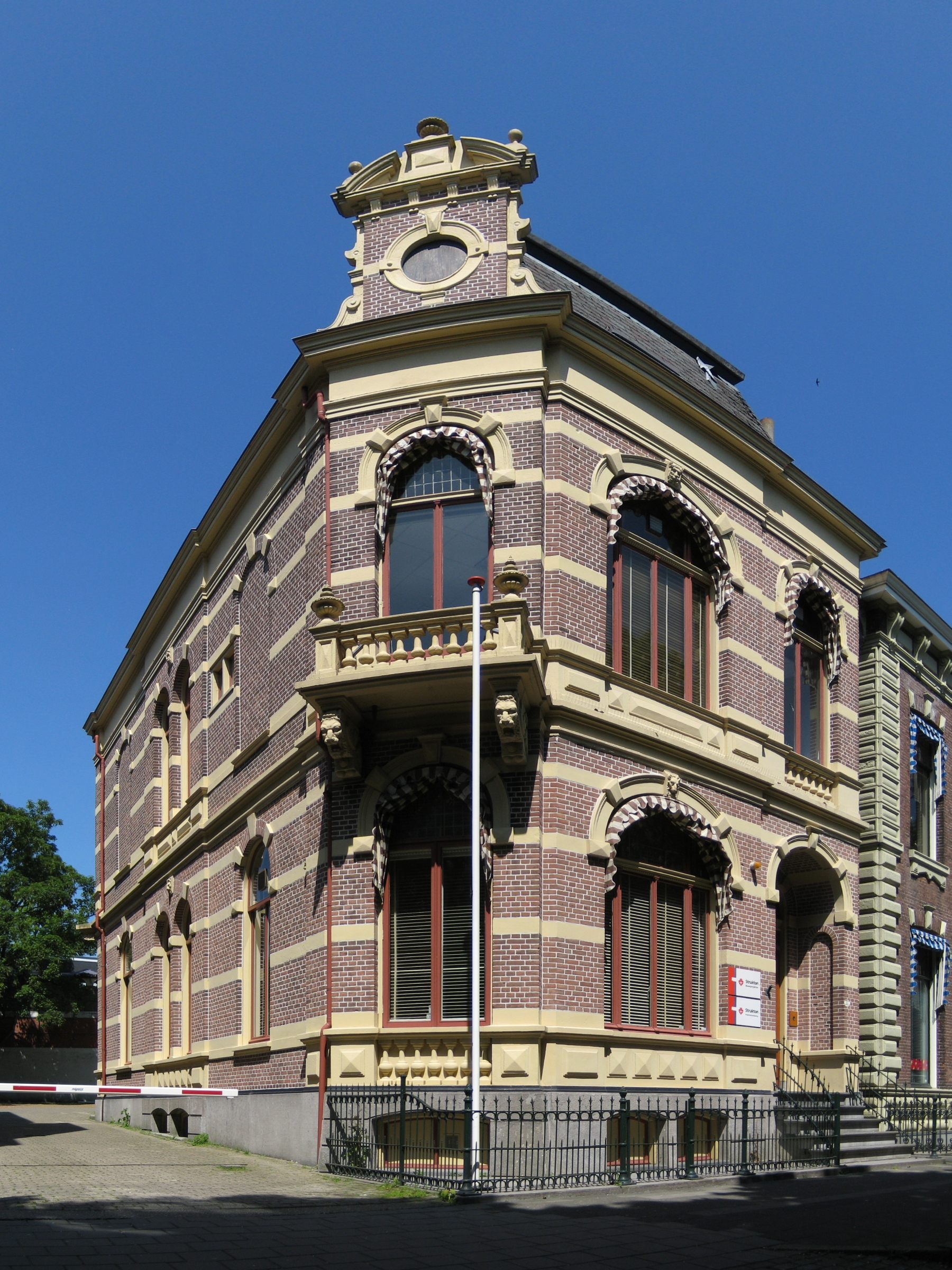
Het pand Heresingel 8 in 2010

Het herenhuis, dat werd gebouwd in 1882, staat aan de noordzijde van de Heresingel. Wie het heeft ontworpen, is niet bekend. Het pand is gebouwd op een vrijwel rechthoekige plattegrond en omvat twee verdiepingen onder een afgeknot schilddak. Onder het gebouw bevindt zich een met natuursteen bekleed souterrain. Kenmerkend aan het pand zijn de rondboogvensters, die op beide verdiepingen in zowel de voorgevel als in de westelijke zijgevel zijn aangebracht. Ze zijn voorzien van gepleisterde ontlastingsbogen, negblokken en sluitstenen.
De twee traveeën brede voorgevel van het pand is op de westelijke hoek afgeschuind tot een hoektravee. Deze is op de beganegrond voorzien van een borstwering in de vorm van een balustrade met diamantkoppen en op de verdieping van een balkon met balusters, dat rust op zwaar uitgevoerde kunststenen consoles met rolwerk en leeuwekoppen. In de middentravee is op beide verdiepingen een breed en kielvormig gesloten venster aangebracht. De rechter travee omvat op de beganegrond een rondgesloten portiek met een gewelfje en een gebeeldhouwde toegangsdeur. Naar dit portiek leidt een zes treden hoge hardstenen trap, waarvan de leuningen overlopen in een ijzeren hekwerk, dat dient als afscheiding van het anderhalf meter diepe voorerf van het pand. De zijgevel van het gebouw is drie brede traveeën diep, waarvan de middelste enigszins risaleert.
Boven de hoektravee is tegen het afgeschuind dakschild een kajuit met een oeil de boeuf aangebracht, die wordt bekroond door een timpaan en aan de zijkanten is voorzien van rolwerkwangen. In het dak is boven de zijgevel een brede dakkapel geplaatst, die van beneden amper is te zien.
Het pand, dat in 2001 is gerestaureerd, is aangewezen als gemeentelijk monument, mede "vanwege zijn uitzonderlijke kenmerken voor de zgn. Rondbogenstijl" en "vanwege de markante gerichtheid van de architectuur op de stedebouwkundige ruimte van het Hereplein door middel van de afgeschuinde hoekpartij".